# Абигејл Спенсер
Абигејл Спенсер (енгл. Abigail Spencer; 4. август 1981) америчка је глумица позната по улогама у филмовима Каубоји и ванземаљци, Поседнуће у Конектикату 2: Духови Џорџије и Оз, велики и моћни, као и у серијама Анђелине очи, Људи са Менхетна, Сестра Хоторн, Два лица правде и Исправљање грешака.